# Azurina hirundo
Azurina hirundo is een  straalvinnige vissensoort uit de familie van rifbaarzen of koraaljuffertjes (Pomacentridae). De wetenschappelijke naam van de soort is voor het eerst geldig gepubliceerd in 1898 door Jordan & McGregor.
De soort staat op de Rode Lijst van de IUCN als Gevoelig, beoordelingsjaar 2008.